# بوتشتيت
بوت اشتت (بالألمانية: Buttstädt) هي بلدة ألمانية وتعتبر جزءًا من منطقة سوميردا تقع في ألمانيا في تورينغن.[بحاجة لمصدر] يقدر عدد سكانها بـ 2,644 نسمة .

## التاريخ
```
تعود أصول بوتشتدت إلى العصور الوسطى، حيث كانت مركزًا تجاريًا مهمًا. شهدت البلدة العديد من الأحداث التاريخية التي ساهمت في تشكيل هويتها الثقافية. يمكن رؤية تأثيرات تلك الفترات في المعمار المحلي، حيث تحتوي البلدة على العديد من المباني التاريخية.
```

## المعالم السياحية
```
تتميز بوتشتدت بعدد من المعالم السياحية، بما في ذلك المباني التقليدية ذات الطراز النصف خشبي، والتي تعكس التراث المعماري للمنطقة. كما تحيط بها المناظر الطبيعية الخلابة، مما يوفر فرصًا لممارسة الأنشطة الخارجية مثل المشي وركوب الدراجات.
```

## الثقافة والمجتمع
```
تعتبر بوتشتدت مجتمعًا متماسكًا، حيث يقيم السكان المحليون العديد من الفعاليات والمهرجانات التي تعكس تقاليدهم وثقافتهم. تلعب الحرف اليدوية والزراعة دورًا مهمًا في الحياة الاقتصادية والاجتماعية للبلدة.
```

## الاقتصاد
```
يعتمد اقتصاد بوتشتدت بشكل رئيسي على الأعمال الصغيرة والزراعة. تسهم هذه الأنشطة في تعزيز التنمية المحلية وتحسين جودة الحياة للسكان.
```

## الخاتمة
```
تعتبر بوتشتدت مثالًا حيًا على بلدة ألمانية صغيرة تجمع بين التاريخ والثقافة والطبيعة. إن جمالها الطبيعي وتراثها الثقافي يجعلها مكانًا مميزًا للزيارة أو العيش.
```